# Аннеліс Маас
Аннеліс Ма́ас  (нід. Annelies Maas, 25 січня 1960) — нідерландська плавчиня, олімпійська медалістка.

## Виступи на Олімпіадах
| Олімпіада     | Дисципліна                            | Місце     |
| ------------- | ------------------------------------- | --------- |
| Монреаль 1976 | плавання на 200 метрів вільним стилем | 4         |
| Монреаль 1976 | плавання на 400 метрів вільним стилем | 7         |
| Монреаль 1976 | плавання на 800 метрів вільним стилем | 4 h3 r1/2 |
| Монреаль 1976 | естафета 4 × 100 вільним стилем       | 4         |
| Москва 1980   | плавання на 200 метрів вільним стилем | 2 h2 r1/2 |
| Москва 1980   | плавання на 400 метрів вільним стилем | 6         |
| Москва 1980   | естафета 4 × 100 вільним стилем       | 3         |